# 五日圓硬幣
五日圓硬幣，是日本國政府發行的貨幣，又暱稱為五円玉（ Goentama）。

## 概要
現行有孔五日圓黃銅硬幣的圖樣設計以民生產業為主軸，硬幣正面的稻穗代表農業、水代表水產業、齒輪代表工業；背面文字前後刻印的雙葉圖樣則是民主的象徵。硬幣中央的開孔除了方便視障人士辨識以外，降低材料成本也是考量之一。
五日圓硬幣是日本現行硬幣中，唯一只以漢字標註面額者，因此來自非漢字使用國家的外國旅客常會有辨識困擾。日本搜尋引擎入口網站BIGLOBE曾就此事採訪造幣局的相關人員，造幣局人員說明使用漢字並未有什麼特殊理由，也確實有收到相關的意見，只是硬幣樣式的變更必須經過法律程序，相關單位需要收集足夠多的意見才足以形成變更硬幣樣式的共識。
1948年~1949年間製造的無孔五日圓黃銅硬幣是日本法律上仍有效的硬幣中最早製造的。隨後因為物價上升，為了避免出現材料成本超過硬幣面額的問題而變更了設計，在硬幣的中央開孔以降低重量。
隨著電子貨幣的普及，對實體硬幣的使用需求大幅減少，五日圓硬幣製造量已經逐漸降低；最顯著的例子發生在2011年~2013年間，除了套組硬幣以外，連續3年沒有製造一般流通用的硬幣。
由於日文中的「五元」（ごえん）發音近似於「有緣」（ご縁），因此五日圓硬幣又被視為帶來好運的硬幣，日本民眾在神社或寺廟捐贈賽錢時多會使用五日圓硬幣。

## 發行歷史
- 1871年 : 《新貨条例》頒布，舊五日圓金幣（金幣本位制）發行。
- 1897年 : 新五日圓金幣（金幣本位制）發行。
- 1948年 ：無孔五日圓黃銅硬幣發行。材質黃銅，圖樣使用國會議事堂。
- 1949年 ：有孔五日圓黃銅硬幣發行。圖樣變更為稻穗、齒輪、水。由於是在9月25發行，因此昭和24年刻印的五日圓黃銅硬幣有無孔、有孔兩種樣式。
- 1959年 ：為了因應新字体用字（將改為），使用的字體由標楷體變更為黑體。